# بورث (ویسکانسین)
بورث (به انگلیسی: Borth) یک منطقهٔ مسکونی در ایالات متحده آمریکا است که در Poy Sippi واقع شده‌است. بورث ۲۳۱٫۹۶ متر بالاتر از سطح دریا واقع شده‌است.